# Manuel Carrasco
Manuel Carrasco (ur. 15 stycznia 1981 w Isla Cristina) – hiszpański wokalista.
Sławę przyniósł mu udział w drugiej edycji hiszpańskiego programu muzycznego „Operación Triunfo”, w którym zajął 2 miejsce. Dotychczas wydał 4 albumy studyjne, w tym debiutancki album „Quiereme” sprzedany w ponad 200000 egz.

## Dzieciństwo
Manuel Carrasco urodził się 15 stycznia 1981 w Isla Cristina, portowym mieście w prowincji Huelva. Jest synem Jose Carrasco i Marii Galloso (jest czwartym z pięciorga dzieci). Od najmłodszych lat pracował jako malarz razem z braćmi. Gdy miał 13 lat przyłączył się do lokalnego zespołu i przez trzy lata był jego członkiem.

## Operacion triunfo
Manuel postanowił spróbować swoich sił w bijącym rekordy popularności programie „Operación Triunfo”. Miał 21 lat gdy zgłosił się na casting do drugiej edycji programu. Już od początku był faworytem publiczności. Ostatecznie zajął drugie miejsce, przegrywając z Ainhoą Cantalapiedra.

## Kariera
Pierwszy album nagrał już w miesiąc po zakończeniu programu w 2003 roku. Producentem albumu został Miguel A. „Capi” Arenas. Album zawiera 4 piosenki napisane przez Manuela. Trasa koncertowa do „Quiereme” przebiegała przez 39 miast w całej Hiszpanii.
Podczas nagrywania drugiego albumu, Manuel został zaproszony do udziału w latynoskim festiwalu piosenki „II Festival Mundial de Canción” w Puerto Rico. Pokonał tam 22 piosenkarzy z całego świata, wygrywając własnoręcznie napisaną piosenką Dibujar tu olvido. Drugi album zatytułowany „Manuel Carrasco” ukazał się w październiku 2004. Producentami zostali Jordi Armengol, Jordi Cristau i sam Carrasco. Wszystkie z 13 piosenek (teksty i muzykę) napisał Manuel. Album sprzedano w ponad 100000 egz., a trasa promująca objęła 80 miast Hiszpanii.
Po spędzeniu ponad roku na pracy w studiach w Nowym Jorku i w Gironie, Manuel wydał swój trzeci album „Tercera Parada”, 5 września 2006. Ponownie wszystkie teksty napisał Manuel. Pierwszym singlem była piosenka Y ahora, która okazała się przebojem. Manuel także sam napisał El beso de la vida, która stała się piosenką przewodnią wenezuelskiego serialu Ser bonita no basta (Być piękną nie wystarcza).
W lutym 2005, Manuel otrzymał „Premio Dial”, nagrodę dla najlepszego nowego artysty. Dostał także (28 stycznia 2007) „Premio Cadena Dial 2006”.
16 września 2008, Manuel wydał swój czwarty studyjny album „Inercia”. Nagrywany był w Buenos Aires. Producentem został Cachorro Lopez. Promując album Manuel koncertował w teatrach w całej Hiszpanii od stycznia do marca 2009. Oficjalna trasa koncertowa rozpoczęła się w kwietniu 2009. „Inercia” weszła na hiszpańską listę przebojów („Lista 40 Principales”) i w pierwszym tygodniu była 34. W listopadzie 2008 pierwszym singlem płyty został Sigueme, będący 27. na hiszpańskich listach. Kolejnymi singlami były Menos Mal i Que nadie, który nagrał z Malú. Que nadie była piosenką roku 2009 w Hiszpanii. Manuel dostał „Premio Cadena Dial 2009” (a dzięki „Inercia” był nominowany w kategorii płyta roku).
W kwietniu 2009 roku nagrał singiel „Esta vez quiero ser yo” z Pastorą Soler, który znalazł się na jej płycie Bendita locura. Teledysk do utworu został nagrany w Madrycie w dniu 30 września, a wyreżyserowany przez Daniela Etura.